# Schott AG
Koordinaten: 50° 0′ 50,7″ N, 8° 14′ 47,3″ O
Die Schott AG ist ein internationaler Technologiekonzern, der vor allem für die Herstellung von Spezialglas und Glaskeramik bekannt ist. Das 1884 in Jena gegründete Unternehmen hat seinen Hauptsitz in Mainz und beschäftigt weltweit rund 17.000 Mitarbeiter in mehr als 30 Ländern. Der Geschäftsbereich für pharmazeutische Verpackungen wurde 2022 in das Tochterunternehmen Schott Pharma ausgegründet.

## Geschichte

### Gründung als Glaslabor Ende des 19. Jahrhunderts

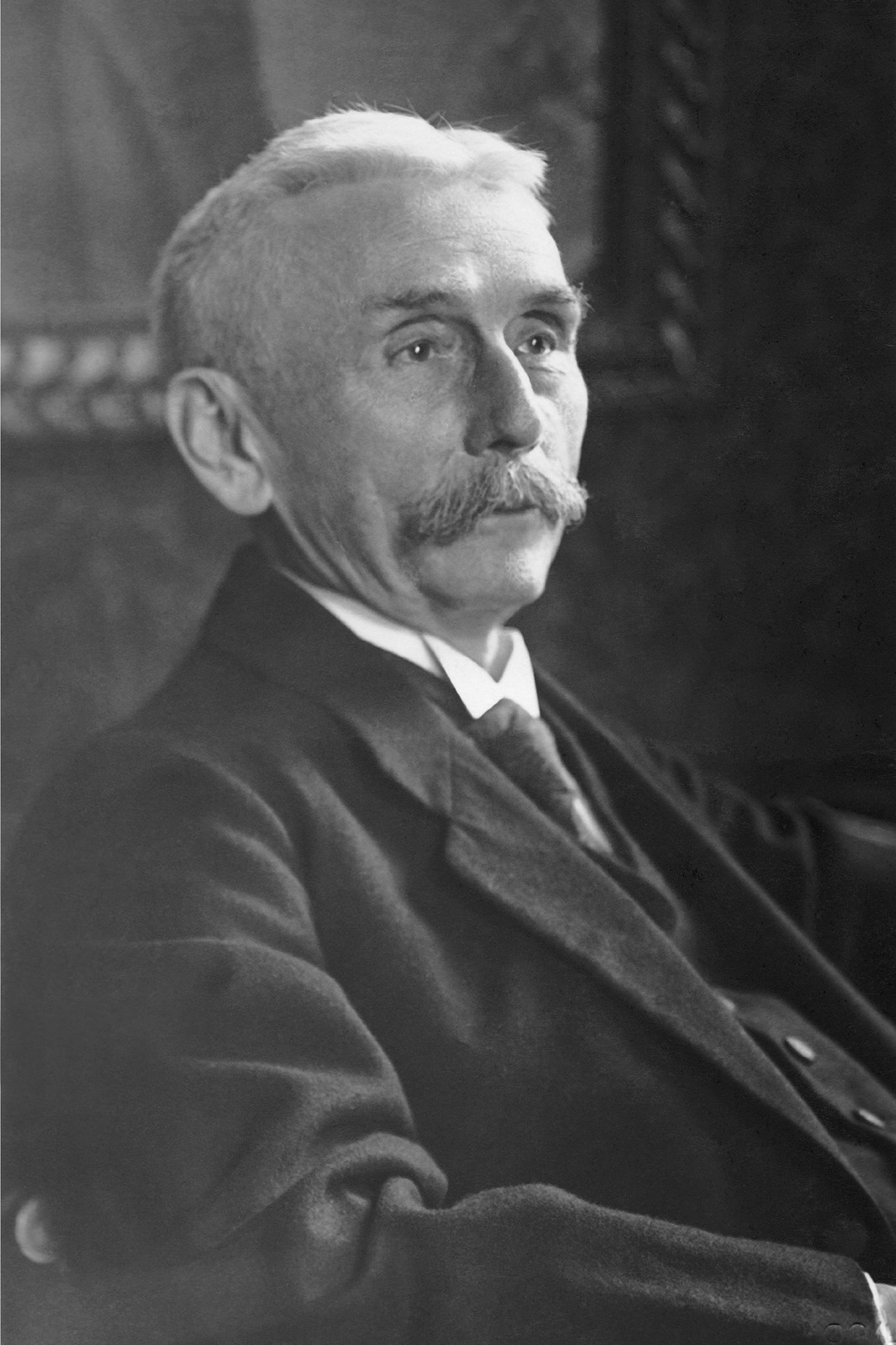
Unternehmensgründer und Namensgeber Otto Schott

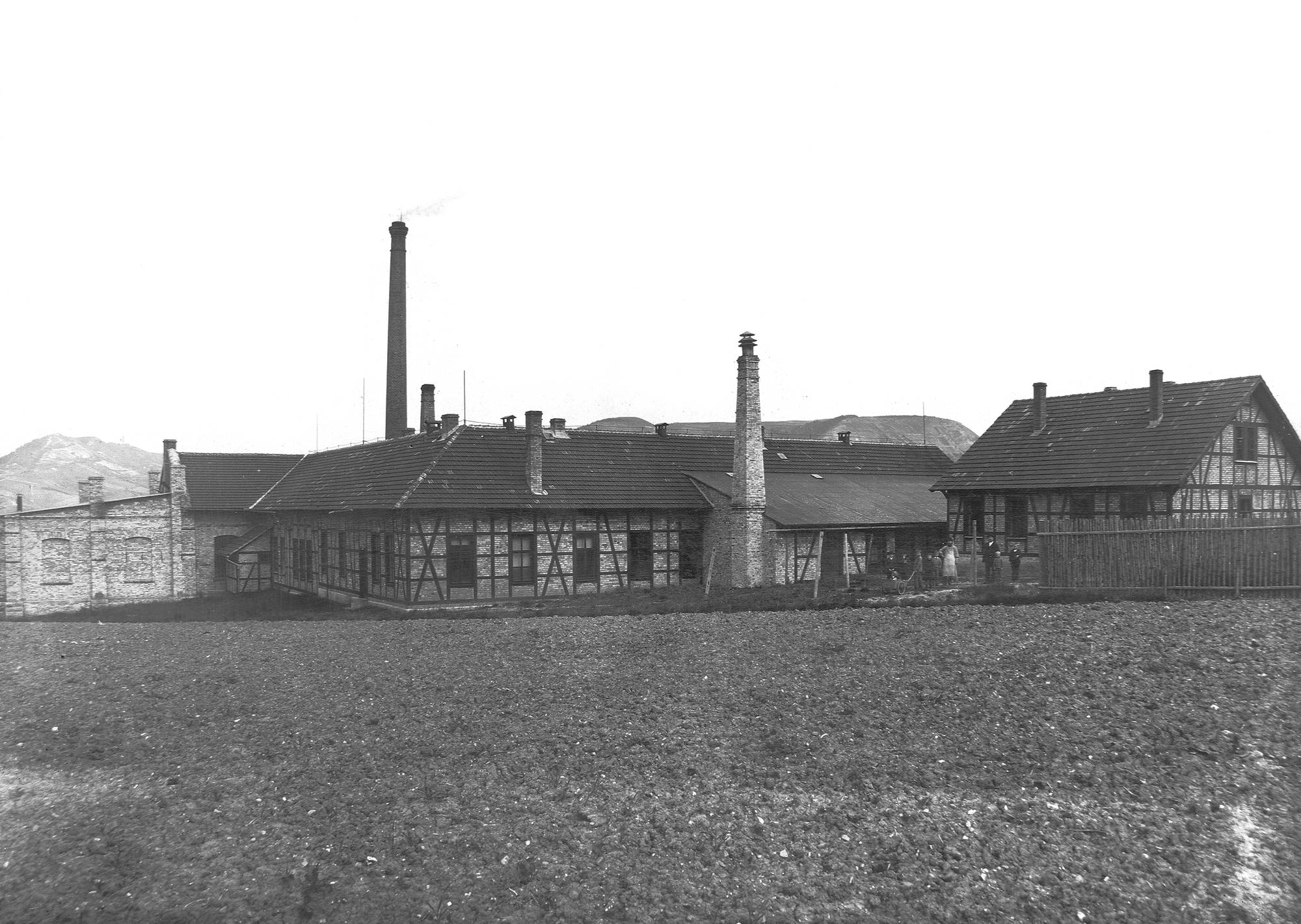
Historische Aufnahme des 1884 in Jena gegründeten Glastechnischen Laboratoriums

Die Anfänge der Schott AG gehen zurück bis in das Jahr 1884. Damals gründeten Otto Schott, Ernst Abbe und Carl Zeiß sowie dessen Sohn Roderich Zeiß das Glastechnische Laboratorium Schott & Genossen in Jena, das zunächst optische Gläser für Mikroskope und Fernrohre herstellte. Unter anderem wurden 1889 aus hochwertigen Gläsern die Linsen des Berliner Bamberg-Refraktors gefertigt.
Im Jahr 1891 wurde die von Ernst Abbe zwei Jahre zuvor ins Leben gerufene Carl-Zeiss-Stiftung Teilhaberin des Glaslabors. Mit der Erfindung des chemisch resistenten, hitze- und temperaturwechselbeständigen Borosilicatglases konnten neue technische Gläser wie Thermometerglas, Laborgläser und Glaszylinder für Gaslampen angeboten werden.

### Stiftungsunternehmen
Die neuen Produkte sorgten für einen raschen wirtschaftlichen Aufstieg des Unternehmens. 1919 lag die Mitarbeiterzahl bei 1.233, der Umsatz verdoppelte sich bis 1920 auf 28 Millionen Mark. 1919 übertrug Otto Schott seine Geschäftsanteile an die Carl-Zeiss-Stiftung. Das Glaslabor wurde so zu 100 Prozent ein Stiftungsunternehmen und in Jenaer Glaswerk Schott & Gen umbenannt. Ab 1927 leitete Erich Schott, Sohn des Firmengründers Otto Schott, das Glaswerk.

### Zeit des Nationalsozialismus
Das Jenaer Glaswerk blieb auch nach der Machtergreifung des NS-Regimes ab dem 30. Januar 1933 weiterhin ein vollständiges Unternehmen der Carl-Zeiss-Stiftung. Bis 1938 gehörte kein Mitglied der Geschäftsleitung der NSDAP an; die Geschäftsleitung war eher im liberal-demokratischen Spektrum verortet. Die Geschäftsführung passte sich den Erwartungen des NS-Regimes an und trug Änderungen im Stiftungsstatut mit, die wichtigen Grundsätzen Ernst Abbes widersprachen.
Für die Produktion wurden während des Zweiten Weltkriegs auch Zwangsarbeiter eingesetzt. Im Jenaer Glaswerk waren seit dem Herbst 1940 insgesamt 3502 Zwangsarbeiter beschäftigt, von denen die aus der Sowjetunion die zahlenmäßig größte Gruppe bildeten. Neben optischen Gläsern u. a. für Zielfernrohre, waren es vor allem auch die Glas-Metall-Durchführungen für elektrotechnische Anwendungen, wie z. B. in Funkgeräten von Kampfflugzeugen (ab 1941 im neugegründeten Zweigwerk in Landshut) sowie die Herstellung von Scheinwerferrohglas und Gläser für Flieger- und Schutzbrillen in den DESAG-Tochterbetrieben Mitterteich und Grünenplan die das Glaswerk zu einem wichtigen Betrieb in der Rüstungsindustrie werden ließen.
Im Frühjahr 1944 erhielt die Geschäftsleitung vom Rüstungsministerium den Befehl, die Fertigung von Rohglas für optisches Glas in die Staatsschieferbrüche bei Lehesten in Thüringen unter Tage zu verlegen und den Aufbau einer Fertigung für optische Gläser in der Tochtergesellschaft Vereinigte Farbenglaswerke Zwiesel voranzutreiben. Bis Kriegsende konnte dieses Projekt nicht mehr abgeschlossen werden. Nachdem das Glaswerk von Luftangriffen trotz der herausragenden Stellung in der Kriegswirtschaft im Wesentlichen verschont blieb, erlitt das Stammwerk in Jena im März 1945 erhebliche Schäden. In den letzten Kriegstagen setzten sich die Geschäftsleitungen von Schott und Zeiss für eine kampflose Übergabe der Stadt ein. Weisungen, die Werksanlagen zu zerstören, wurden nicht ausgeführt.

### Mainz wird neuer Firmensitz

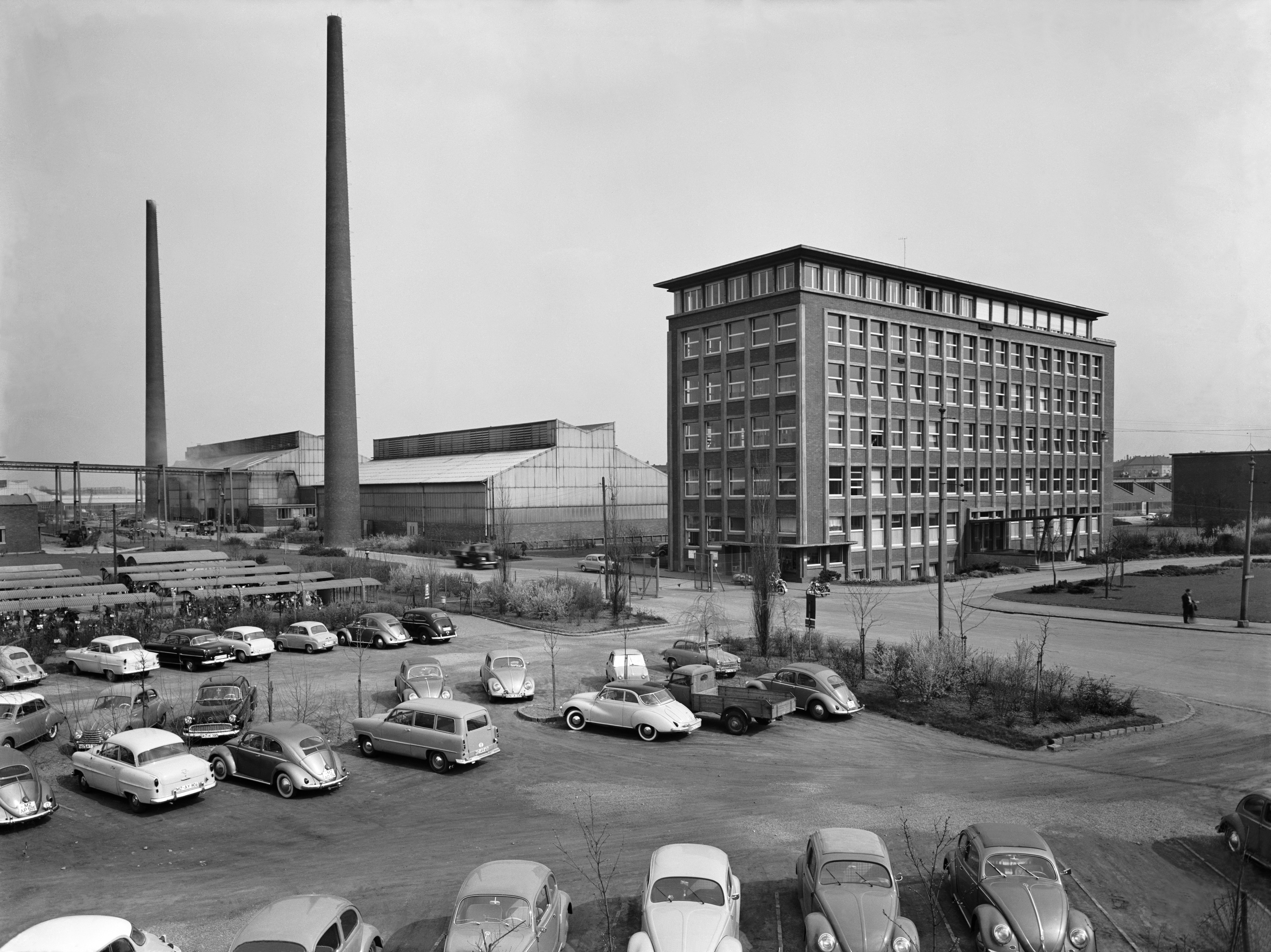
Werk Mainz in den 1950er Jahren

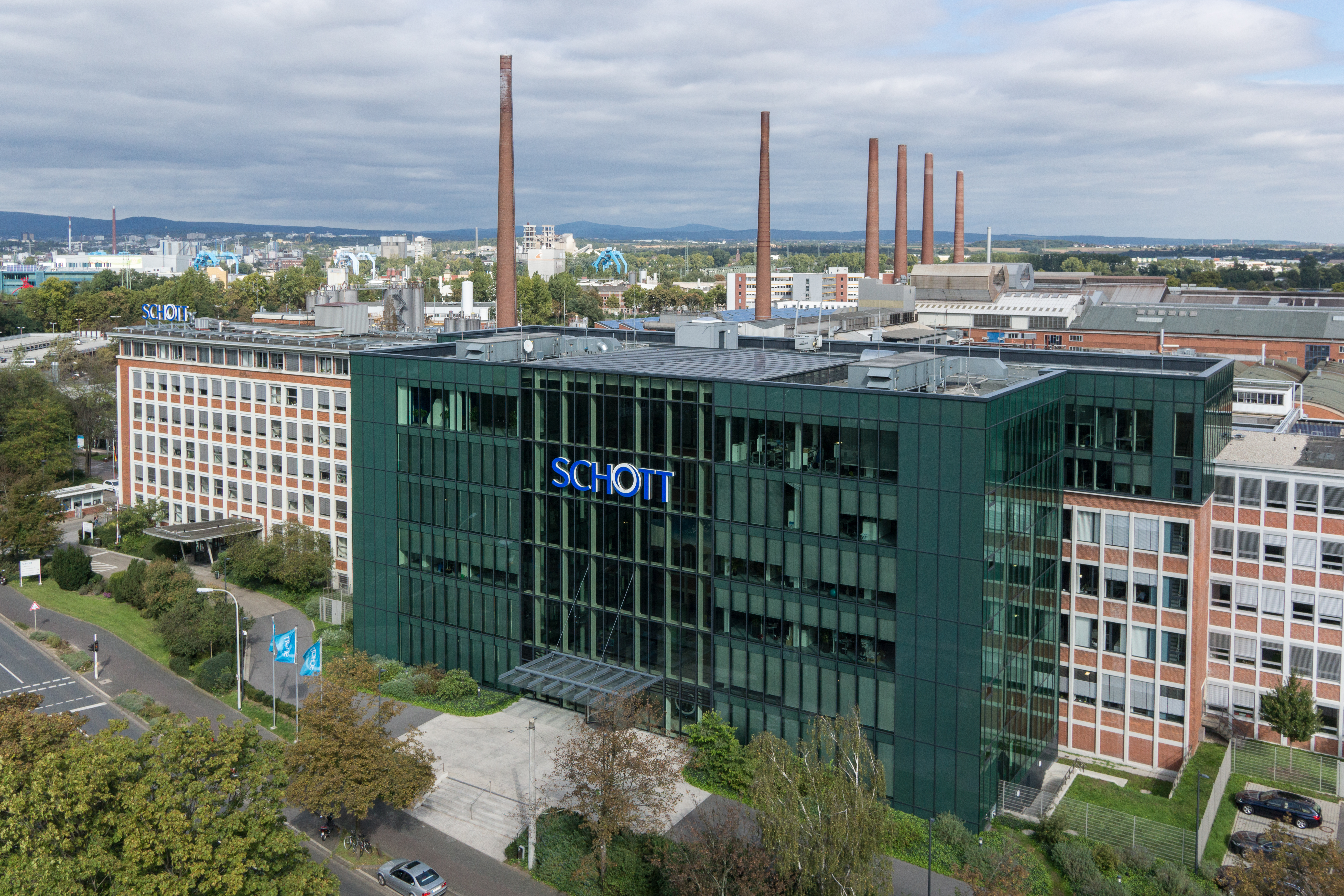
Zentrale der Schott AG in Mainz

Als der Firmenstandort Jena nach dem Ende des Zweiten Weltkriegs 1945 Teil der sowjetischen Besatzungszone wurde, nahm das US-Militär bei seinem Rückzug aus dem Gebiet die Geschäftsleitung und ausgewählte Spezialisten mit nach Westdeutschland, unter anderem Richard Hirsch. Das Ereignis ging als „Zug der 41 Glasmacher“ in die Firmengeschichte ein. Nach Zwischenstationen in Heidenheim an der Brenz, Zwiesel, Mitterteich und Landshut endete die Reise für die meisten der Mitarbeiter des Jenaer Glaswerks schließlich in Mainz, wo Erich Schott 1952 den heutigen Firmensitz in der Mainzer Neustadt errichten ließ – mit zwei Natursteinmosaiken im Eingangsbereich von Charles Crodel in Erinnerung an das Jenaer Hauptwerk. Auslöser für den Neuanfang war die Enteignung des Jenaer Werks und die Umwandlung in einen volkseigenen Betrieb 1948 sowie die ein Jahr danach erfolgte politische Teilung Deutschlands.
In Jena gab es nun den VEB Jenaer Glaswerk Schott & Gen., später in das Kombinat VEB Carl Zeiss Jena integriert (1976). In Mainz wurde das Stiftungsunternehmen Jenaer Glaswerk Schott & Gen. fortgeführt. In den ersten Nachkriegsjahren entstand eine inoffizielle Zusammenarbeit zwischen ost- und westdeutschen Mitarbeitern, die 1953 durch die DDR beendet wurde. Während sich der volkseigene Betrieb in Jena zu einem der wichtigsten Spezialglaslieferanten Osteuropas entwickelte, baute Erich Schott von Mainz aus eine internationale Firmengruppe mit Produktionsstandorten und Vertriebsstätten in Europa, Amerika und Asien auf. Mit neuen Produkten wie Glaskomponenten für Fernsehbildröhren, Glasfasern für Licht- und Bildleiter, Spiegelträger für Großteleskope aus Zerodur-Glaskeramik, Kochflächen aus Ceran-Glaskeramik, Glasröhren für die Pharmazie und technische Anwendungen wurde das Unternehmen ein führender Spezialglashersteller.

### Wandel zum Technologiekonzern
In den Folgejahren entwickelte sich das Unternehmen zu einem internationalen Technologiekonzern. 1984 betrieb Schott bereits 40 Produktionsstätten in zehn Ländern, der weltweite Umsatz lag bei 1,31 Milliarden DM. Nach der Wiedervereinigung Deutschlands übernahm das Werk in Mainz die Geschäftsanteile des Jenaer Betriebs.
1998 bestand Schott Glas, so der neue Name, aus über 80 Unternehmen in 32 Ländern und einen weltweiten Umsatz von über drei Milliarden DM. Im Jahr 2001 verkaufte Schott die Fertigung von Trinkgläsern im bayerischen Zwiesel im Rahmen eines Management-Buy-out. Das Unternehmen firmiert heute unter dem Namen Zwiesel Kristallglas AG.
2004 wurde das Unternehmen im Zuge einer Reform der Carl-Zeiss-Stiftung umgewandelt. Schott wurde ebenso wie das Schwesterunternehmen Carl Zeiss zu einer rechtlich selbstständigen Aktiengesellschaft. Alleinige Aktionärin der Schott AG bleibt die Stiftung.

### Solarbranche 2001–2012
Im Jahr 2001 stieg der Technologiekonzern in die Solarbranche ein und gründete 2005 die Schott Solar GmbH (seit 2008 Schott Solar AG). Das Tochterunternehmen produzierte Wafer, Zellen und Module für die Photovoltaik. Parallel erfolgte ein Engagement in der Concentrated Solar Power (CSP)-Technologie. Mit der Herstellung von Absorberröhren lieferte Schott die Schlüsselkomponente zur Stromerzeugung aus Sonnenenergie in Großkraftwerken. 2012 zog sich Schott aus dem Solargeschäft zurück, die Schott Solar AG wurde aufgelöst.

### Ausgründung der Pharma-Sparte 2022

Logo

Zum 1. August 2022 hat Schott sein Geschäft mit pharmazeutischen Verpackungen und Verabreichungssystemen rechtlich verselbständigt, um damit einen möglichen Börsengang vorzubereiten. Das neue Unternehmen firmiert unter Schott Pharma AG & Co. KGaA.
Schott Pharma steht zum Start mit einem Jahresumsatz von circa 650 Millionen Euro für etwa ein Viertel des Konzerngeschäfts und beschäftigt rund 4.800 Mitarbeiter. Börsendebüt in Frankfurt am Main war am 28. September 2023. Im Dezember 2023 wurde das Unternehmen in den Aktienindex SDAX aufgenommen und stieg im September 2024 in den MDAX auf.

## Unternehmensprofil
Die Schott AG ist eine selbstständige Aktiengesellschaft. Alleinige Eigentümerin ist die Carl-Zeiss-Stiftung, die sämtliche Aktien hält und sich u. a. aus der Dividende finanziert. Eine Veräußerung der Aktien ist laut Stiftungsstatut nicht erlaubt und ein Börsengang der Schott AG damit ausgeschlossen.
Im Geschäftsjahr 2023/2024 erzielte Schott einen Umsatz von 2,8 Milliarden Euro und einen Jahresüberschuss von 308 Millionen Euro (Vorjahr: 277 Mio. Euro). Die Schott AG beschäftigt in Produktions- und Vertriebsstätten in über 30 Ländern rund 17.000 Mitarbeiter, davon über 6.000 in Deutschland (Stand 2024).
Vorstandsvorsitzender des Unternehmens ist seit Januar 2025 Torsten Derr. Er löste Frank Heinricht ab, der das Amt seit 2013 innehatte.

### Werke in Deutschland

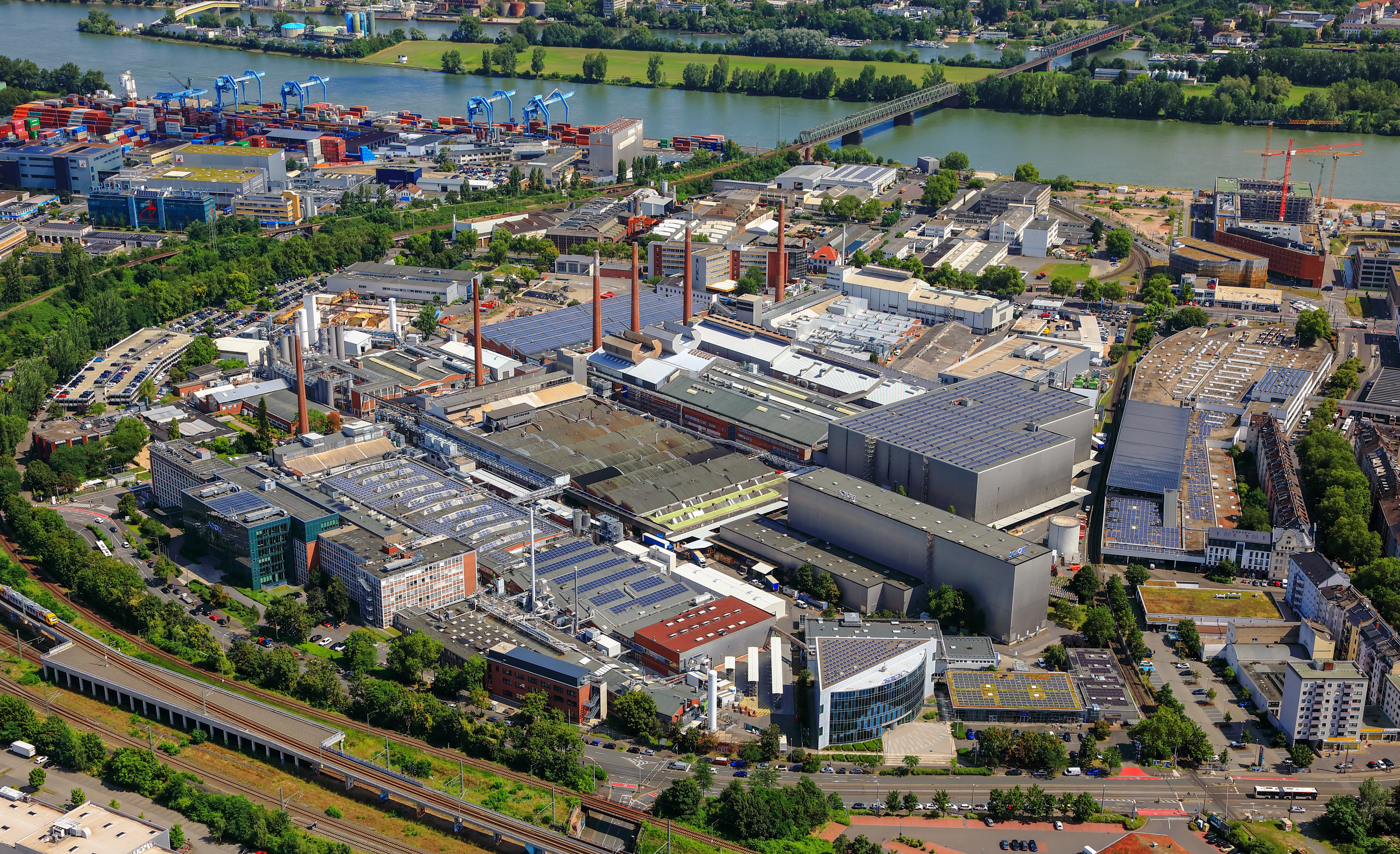
Hauptsitz der Schott AG in Mainz

- Mainz: Optisches Glas, Ceran Glaskeramik-Kochflächen, Robax Kaminsichtscheiben, Glasfasern, Pharmarohr
- Grünenplan: Dünngläser
- Jena: Brandschutzglas, Xensation Cover Glas
- Landshut: Electronic Packaging
- Mitterteich: Glasrohre, -stäbe und -profile für technische und pharmazeutische Anwendungen
- Müllheim (Ortsteil Hügelheim): Pharmaverpackungen

### Produkte

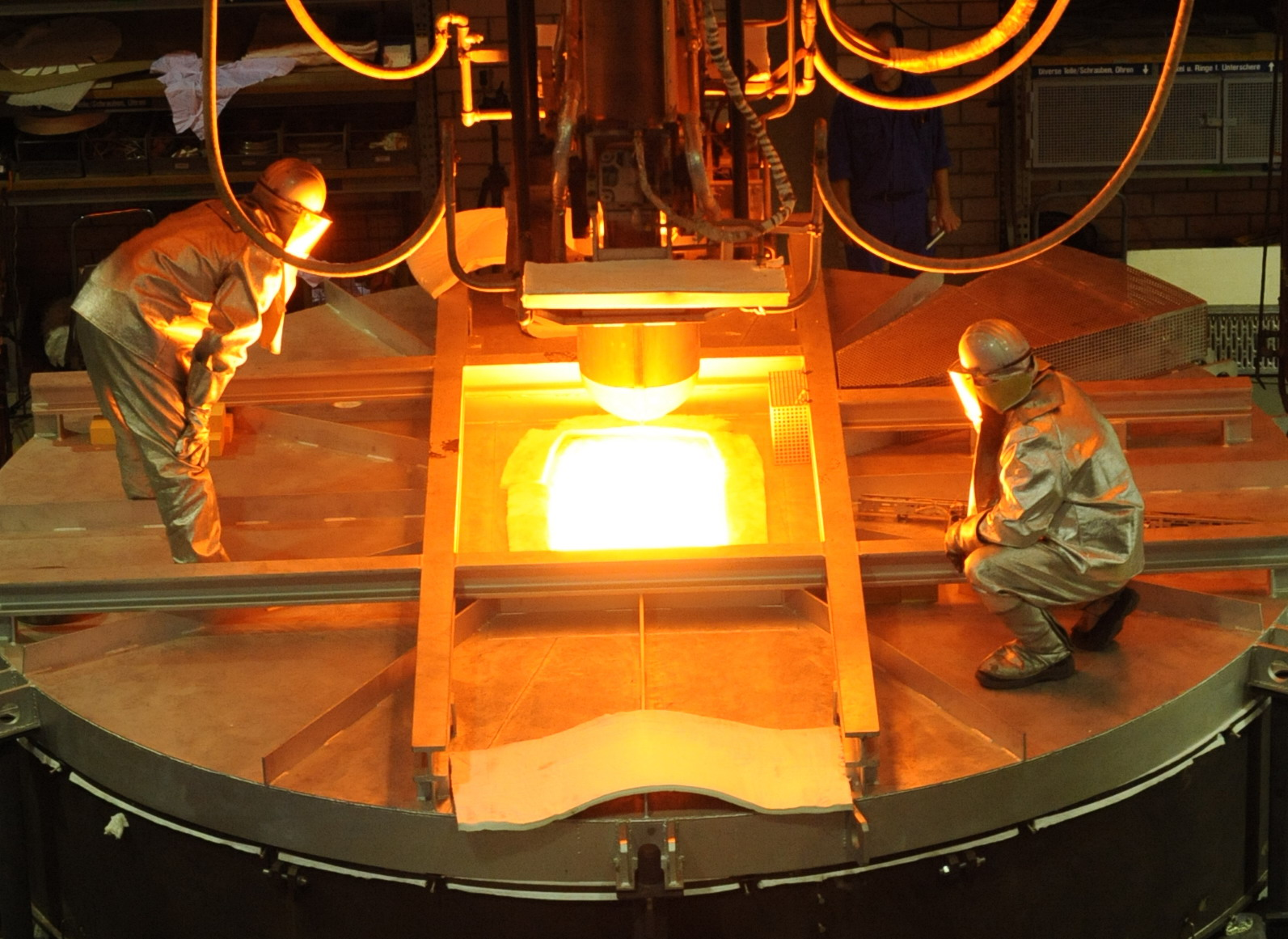
Spiegelguss

Schott produziert Spezialgläser und Glaskeramiken für zahlreiche Branchen wie die Hausgeräte-, Pharma-, Elektronik-, Halbleiter-, Optik-, Life-Science-, Automobil- und Luftfahrtindustrie.
Die bekannteste Marke von Schott ist Ceran. Die spezielle Glaskeramik wird für Kochflächen in Elektro-, Gas- und Induktionsherden eingesetzt.
Eine Glaskeramik mit ähnlichen Eigenschaften ist Zerodur, die in Wafersteppern zur Chipherstellung und in der Astronomie zum Einsatz kommt. Als Spiegelträgermaterial wird sie in Großteleskopen wie dem Very Large Telescope, dem Keck-Observatorium oder dem Gran Telescopio Canarias verwendet.
Seit 2017 arbeitet Schott an den Spiegelträgern für das Extremely Large Telescope (ELT). Mit einem Hauptspiegel von 39 Metern Durchmesser soll es das weltweit größte optische Teleskop werden.
Weitere Anwendungsfelder sind Flachgläser für Hausgeräte, Borosilicatglas-Pharmarohre (Fiolax) sowie Komponenten für Elektronik und Halbleitertechnik. Außerdem Gläser und Filter für Anwendungen in Digitalkameras, Laseroptiken, Machine Vision und Messtechnik.

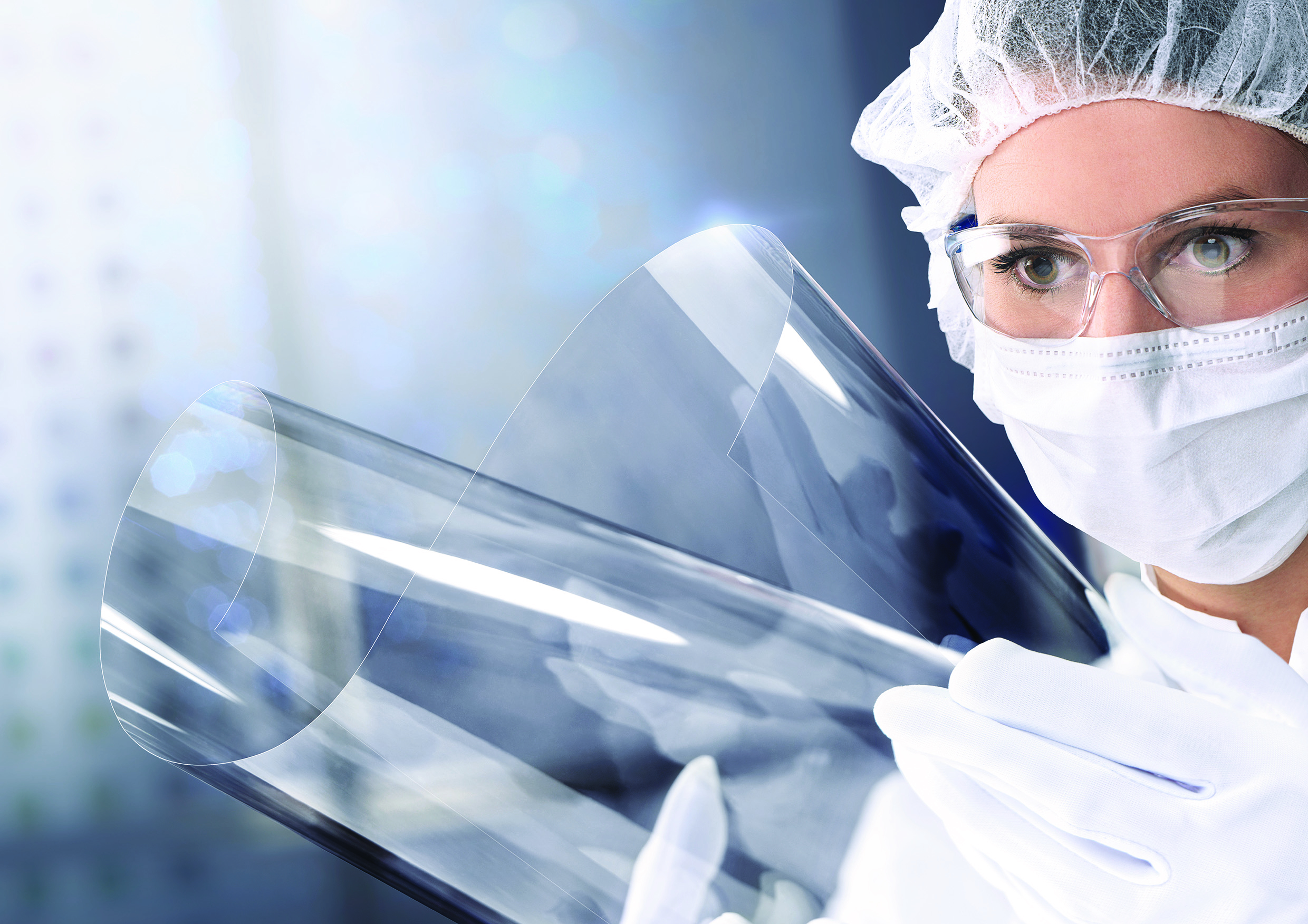
Gebogenes Glas

Zu den neueren Anwendungen zählen ultradünne und biegsame Schutzgläser für Smartphone-Displays und Glaswafer für Augmented-Reality.
Das Tochterunternehmen Schott Pharma entwickelt und fertigt Verpackungslösungen wie Fläschchen, Ampullen und Spritzen für die Pharmaindustrie.

### Nachhaltigkeit
Schott hat sich zum Ziel gesetzt, bis 2030 klimaneutral zu produzieren. Für die Glasproduktion gilt dies als herausfordernd, weil diese wegen der erforderlichen hohen Temperaturen von bis zu 1700 Grad Celsius besonders energieintensiv ist. Nach ersten erfolgreichen Tests mit neuen Schmelztechnologien auf Basis von Grünstrom und Wasserstoff baut Schott im Werk Mitterteich eine elektrische Schmelzwanne. Die vom Bundesministerium für Wirtschaft und Klimaschutz geförderte Produktionsanlage für pharmazeutisches Glas soll 2026 in Betrieb gehen.

## Gesellschaftliches Engagement
Über die Carl-Zeiss-Stiftung fließen die Dividenden der Schott AG der Förderung von Forschung und Lehre zu, vor allem in den Natur- und Ingenieurwissenschaften.
Regional engagiert sich Schott seit Jahren für Kinderhilfsorganisationen in Mainz. Beim Benefizlauf Run for Children und über die Nachfolgeinitiative Act for Children sind seit 2006 über 2 Millionen Euro zusammengekommen.
Für die Kirche St. Stephan in Mainz hat Schott 2009 drei neue Glocken gestiftet.
Die Schott AG ist Hauptsponsor des TSV Schott Mainz. Darüber hinaus ist die Schott AG auch Hauptsponsor des SV Schott Jena.

## Auszeichnungen (Auswahl)
- 2010: Deutscher Innovationspreis[50] für das umweltfreundliche Herstellungsverfahren von Ceran Glaskeramik-Kochflächen
- 2016: Innovationspreis der deutschen Wirtschaft für ultradünnes Glas
- 2022: Energy Efficiency Award der Deutschen Energie-Agentur „für den zentralen Bestandteil der Konzernstrategie, bis 2030 klimaneutral zu werden und die Entwicklung klimaneutraler Schmelztechnologien“[51]
- 2023: Deutscher Nachhaltigkeitspreis in der Sparte Glas- und Keramikindustrie und Sonderpreis in der Kategorie Klima[52]

## Film
- Ein Glas für alle Fälle – Schott AG in Mainz – Fernsehdokumentation des SWR aus der Reihe made in Südwest, erstmals gesendet am 20. Mai 2015 (Inhaltsüberblick)Video. (mp4; 840 MB) Archiviert vom Original.